# Technikklausel
Eine Technikklausel ist eine Generalklausel, die auf technische Regeln privater Regelsetzer Bezug nimmt. Dazu verweisen Gesetze und andere Rechtsnormen auf einen Stand an Erkenntnissen von Wissenschaft und Technik, der sich etwa aus technischen Normen und wissenschaftlichen Veröffentlichungen ergibt. Die Wiedergabe der technischen Regeln im Text selbst würde die Rechtsvorschrift mit einer Fülle fachlicher Details belasten. Zusätzlich entstünde ein erheblicher Novellierungsbedarf, um mit der wissenschaftlichen und technischen Entwicklung Schritt zu halten.
Im deutschen Sprachraum werden drei verschiedene Technikklauseln verwendet:
- Die (allgemein) anerkannten Regeln der Technik (a.a.R.d.T.) sind die Regeln, die sich praktisch bewährt haben.
- Der Stand der Technik beschreibt technische Möglichkeiten zu einem bestimmten Zeitpunkt.
- Der Stand von Wissenschaft und Technik ist die dritte und höchste Stufe der Leistungsskala; damit werden technische Spitzenleistungen umschrieben, die wissenschaftlich gesichert sind (z. B. für viele atomrechtliche Sachverhalte; der Begriff Stand der Wissenschaft und Technik kommt z. B. im Atomgesetz insgesamt 13 mal vor).

Welche der drei Grundformen zu wählen ist, richtet sich nach dem Gefährdungspotenzial der Materie, die geregelt werden soll und nach der technischen Beherrschbarkeit dieses Potenzials.
Alle drei Technikklauseln sind nicht statisch, da sie den Technischen Fortschritt abbilden. Aus diesem Grund wird auch im Arbeitsschutz das GHS alle zwei Jahre aktualisiert, um neue Erkenntnisse im Arbeitsschutz darzustellen. Die (allgemein) anerkannten Regeln der Technik (a.a.R.d.T.) sind, als institutionelle Standards, in Normen abgebildet. Die Normen wiederum sind auch nicht statisch; „DIN-Normen werden spätestens alle fünf Jahre auf Aktualität überprüft. Entspricht eine Norm nicht mehr dem Stand der Technik, so wird ihr Inhalt überarbeitet oder die Norm zurückgezogen.“
Die im Recht der Europäischen Union verwendete Formulierung „Beste verfügbare Technik“ entspricht weitgehend dem „Stand der Technik“.